# 九条恵子
九条 恵子（くじょう やすこ、1876年（明治9年）12月19日 - 1956年（昭和31年）5月8日）は、公爵・九条道実（九条道孝の長男）の妻。大谷光瑩の次女。母は木下俊愿の三女・恒子。 

## 生涯
跡見女学校（現跡見学園女子大学）卒業。名家の子女が学ぶ学校として著名だった跡見女学校の卒業生のなかでも、とくに才能が秀でており、「跡見三才媛」の一人と呼ばれた。道実との間に一男五女を儲けた。長男は道秀。長女・兼子は侯爵佐竹義春（佐竹義生の長男）、次女・豊子は中山輔親（中山孝麿の子）、四女・敏子は賀陽宮恒憲王に嫁いだ。恵子は大日本婦人教育会評議員、愛国婦人会本部評議員、婦人法話会幹事として活躍した。79歳で死去。